# Hermaea hillae
Hermaea hillae is een slakkensoort uit de familie van de Hermaeidae. De wetenschappelijke naam van de soort is voor het eerst geldig gepubliceerd in 1967 door Marcus & Marcus.